# LARS
LARS (německy Leichtes Artillerieraketensystem) byl západoněmecký raketomet. Když německá armáda zavedla do svých služeb raketové systémy LARS, začaly tím dohánět sovětský náskok ve vývoji raketového dělostřelectva. Časem se však vylepšovaly jiné dělostřelecké systémy a LARS musel ustoupit americkým MLRS.